# Tà Dã
Hoàn Nhan Cảo (chữ Hán: 完颜杲, ? – 1130), tên Nữ Chân là Tà Dã (斜也), hoàng thân tướng lãnh, khai quốc công thần nhà Kim. Thời Kim Thái Tổ, ông thống lãnh đại quân Kim chiếm được Trung Kinh của Liêu; thời Kim Thái Tông, ông làm Hoàng trữ suốt 8 năm cho đến khi mất.

## Khởi nghiệp
Cảo là con thứ năm của Kim Thế Tổ Hặc Lý Bát, em cùng mẹ của Thái Tổ A Cốt Đả, Thái Tông Ngô Khất Mãi. Năm Thu Quốc đầu tiên (1115), làm Quốc luận Ngô Bột cực liệt. Năm Thiên Phụ đầu tiên (1117), Cảo đưa 1 vạn quân đánh Thái Châu, hạ huyện Kim Sơn, 4 bộ người Bột Hải là Nữ Cố, Tỳ Thất... đến hàng, rồi chiếm Thái Châu. Đem thóc trong thành chuyển sang đồng bằng Ô Lâm, chẩn cấp các bộ về hàng trước, nhân đó dời họ vào nội địa.

## Tấn công Trung Kinh
Năm Thiên Phụ thứ 5 (1121), làm Hốt lỗ Bột cực liệt, Đô thống nội ngoại chư quân, nhận lệnh tiến đánh Trung Kinh của nhà Liêu, tức Bắc Kinh của nhà Kim sau này, có Bồ Gia Nô, Tông Hàn, Tông Cán, Tông Bàn làm phó, Tông Tuấn lãnh Hợp trát Mãnh an , đều được thụ kim bài, Da Luật Dư Đổ làm hướng đạo.
Bấy giờ người Liêu giữ Trung Kinh nghe tin quân Kim đến thì đốt lương thảo, kéo nhau bỏ trốn. Hề vương Hà Mạt thấy quân Kim ít bèn đón đánh, nhưng không địch nổi nên chạy về giữ Sơn Tây. Cảo biết người Liêu chẳng có đấu chí, bèn bỏ lại quân nhu, trang bị gọn nhẹ để tiến đánh. Tháng giêng ÂL năm thứ 6 (1122), hạ 3 thành Cao, Ân, Hồi Hột, tiến đến Trung Kinh. Quân Liêu không đánh mà tan, quân Kim chiếm được Trung Kinh; giành được 1200 thớt ngựa, 500 bò, 170 lạc đà, 47000 dê, 35 cỗ xe. Cảo chia quân giữ những nơi yếu hại, đóng quân ở Trung Kinh, sai sứ báo tiệp, dâng tù binh.
Hoàn Nhan Hoan Đô đi tuần ở phía nam Trung Kinh, gặp hơn 30 kỵ binh, bọn chúng cho biết sẽ đến đầu hàng ngay tại đấy vào sáng hôm sau. Cảo tin là thật, sai Ôn Đế Ngân A Lý Xuất, Nạp Hợp Độn Ân, Bồ Sát Bà La Ôi, Chư Giáp Bạt Dịch Lân đi đón. Quân đội của Hề vương Hà Mạt vây bọn A Lý Xuất, Các tướng Kim bỏ ngựa dựa vào sườn núi, liều chết chiến đấu, đánh bại quân Liêu, truy kích đến chiều mới về. Trận này Nạp Hợp Độn Ân lập công nhiều nhất.

## Tập kích Liêu đế
Tông Hàn hàng phục Bắc An Châu, Hy Doãn bắt được Hộ vệ Tập Nê Liệt của Liêu, biết Liêu Thiên Tộ đế sang săn bắn ở Uyên Ương bạc . Tông Hàn gởi thư cho Cảo, đề nghị tiến quân, tập kích để bắt Thiên Tộ đế. Sứ giả đi lại vài lần, Cảo chưa thể quyết định. Tông Cán khuyên Cảo nghe theo kế sách của Tông Hàn, ông bèn hẹn gặp Tông Hàn ở Hề Vương lĩnh. Sau cuộc hội họp, bọn họ quyết định tiến quân: Cảo ra Thanh lĩnh, Tông Hàn ra Biều lĩnh, hẹn nhau hội quân ở Dương Thành bạc. Khi ấy Thiên Tộ đế đang ở ngoài bạc, Cảo sai Tông Hàn cùng Tông Cán soái 6000 tinh binh tập kích, Thiên Tộ đế bỏ chạy về phía tây. Cảo sai Thát Lại đưa 1000 quân truy kích, Thát Lại xin thêm quân, bắt được cha con Xu mật sứ Đắc Lý Để của Liêu.

## Chiêu phủ miền tây
Tây Kinh đã hàng lại phản, Cảo sai sứ chiêu dụ không được, bèn tấn công. Lưu thủ Tiêu Sát trèo thành ra hàng. Tháng 4 ÂL, giành lại Tây Kinh. Cảo soái đại quân đi Bạch Thủy bạc, chia các tướng đi chiêu phủ các châu quận và bộ tộc chưa hàng. Bấy giờ Tần Tấn quốc vương Da Luật Niết Lý của Liêu xưng đế ở Yên Kinh, các thành Sơn Tây tuy hàng mà lòng người chưa vững, Cảo sai Tông Vọng trình tấu, mời Thái Tổ giá lâm. Da Luật Thản chiêu dụ Tây nam chiêu thảo tư cùng các bộ phụ thuộc, từ phía tây đến biên giới Tây Hạ đều hàng, Da Luật Phật Đính cũng xin hàng Thản. 4 ngàn quân người Hán của 2 quận Kim Túc, Tây Bình nổi loạn bỏ đi, Thản cùng A Sa Ngột Dã, Thát Bất Dã Giản thấy binh sĩ mới hàng trẻ khỏe, bèn đưa quân lên đường ngay trong đêm. Trời vừa sáng, đôi bên giao chiến ở Hà Thượng, quân Kim đánh bại kẻ địch, buộc bọn họ ném binh khí chịu trói.
Tháng 6 ÂL, Thái Tổ rời kinh sư, Cảo sai Mã Hòa Thượng đón ở sông Thát Lỗ . Oát Lỗ, Lâu Thất đánh bại tướng Tây Hạ là Lý Lương Phụ, Cảo sai Hy Doãn báo tiệp, còn xin dời các bộ thuộc Tây nam chiêu thảo tư vào nội địa. Bọn Hy Doãn gặp Thái Tổ ở tây nam Đại Bạc, được khen thưởng. Thái Tổ đến Uyên Ương bạc, Cảo đến yết kiến. Thái Tổ đuổi theo Liêu Thiên Tộ đế đến Hồi Ly Chẩn xuyên, tấn công Yên Kinh ở phía nam, đến Phụng Thánh Châu. Có chiếu rằng: "Từ nay các thư tố tụng giao cho Đô thống Cảo giải quyết. Nếu có việc gì lớn, phải lập tức tâu lên." Thái Tổ bình định Yên Kinh, quay về Uyên Ương bạc, lấy Tông Hàn làm Đô thống, Cảo theo Thái Tổ về kinh sư.

## Những năm cuối đời
Thái Tông lên ngôi, Cảo làm Am ban Bột cực liệt (tức là Hoàng trữ), cùng Tông Cán nắm quốc chánh. Năm Thiên Hội thứ 3 (1125), quân Kim đánh Tống, Cảo lãnh chức Đô nguyên soái, ở lại kinh sư.
Năm Thiên Hội thứ 8 (1130), hoăng.

## Phong tặng
Năm Hoàng Thống thứ 3 (1143), được truy phong Liêu Việt quốc vương. Năm Thiên Đức thứ 2 (1150), được thờ trong miếu của Thái Tổ. Thời Hải Lăng vương, án theo định lệ được phong Liêu vương. Năm Đại Định thứ 15 (1175) được đặt thụy là Trí Liệt.